# Sohatu
Sohatu è un comune della Romania di 3 211 abitanti, ubicato del distretto di Călărași, nella regione storica della Muntenia.
Il comune è formato dall'unione di 2 villaggi: Progresu e Sohatu.